# Dagestaanse Autonome Socialistische Sovjetrepubliek
De Dagestaanse Autonome Socialistische Sovjetrepubliek (Russisch: Дагестанская Автономная Советская Социалистическая Республика, Dagestanskaja Avtonomnaja Sovjetskaja Sotsialistitsjeskaja Respoeblika) of Dagestaanse ASSR (Russisch: Дагестанская АССР) was een autonome socialistische sovjetrepubliek van de Sovjet-Unie die opgericht werd op 16 juli 1921. Na de ontbinding van de Sovjet-Unie in 1991 werd het omgevormd tot de autonome republiek Dagestan van de Russische Federatie.

## Geschiedenis
De Dagestaanse Autonome Socialistische Sovjetrepubliek ontstond in 1921 uit de Sovjetrepubliek der Bergvolkeren waar meer dan 30 nationaliteiten of etnische groepen woonden. Als onderdeel van de overlevingsstrategie werden nationale talen gestimuleerd en pan-Turkse en pan-islamitische bewegingen kregen in zes van deze nationaliteiten onderwijs in hun eigen taal. Het Russisch werd in deze gebieden de tweede taal vooral in stedelijke gebieden. In 1992 ging het gebied op in de autonome republiek Dagestan.